# 517
| 517                |
| ------------------ |
| Dødsfald - Fødsler |
|                    |

| Gregoriansk kalender | 517 DXVII               |
| Ab urbe condita      | 1270                    |
| Armensk kalender     | I/T                     |
| Kinesiske kalender   | 3213 – 3214 丙申 – 丁酉 |
| Etiopisk kalender    | 509 – 510               |
| Jødisk kalender      | 4277 – 4278             |
| Hindukalendere       |                         |
| - Vikram Samvat      | 572 – 573               |
| - Shaka Samvat       | 439 – 440               |
| - Kali Yuga          | 3618 – 3619             |
| Iransk kalender      | 105 BP – 104 BP         |
| Islamisk kalender    | 108 BH – 107 BH         |

Se også 517 (tal)

## Dødsfald
- Ukendt dato ? - Den danske konge Chlochilaicus afgår ved døden i 517, under et togt til Frankerriget. Han var den første danske konge nævnt i udenlandske kilder, eksempelvis i  Gregor af Tours' Frankerkrønike.